# 克里斯蒂安·曼恩
克里斯蒂安·曼恩（德語：Christian Mann）是德國肥皂劇禁忌之愛中廣受歡迎的一個人物角色。該角色由演員Thore Schölermann飾演。第一次出場時間是2006年11月27日。

## 故事情節
Christian是Gregor Mann（由Andreas Jancke飾演）的弟弟。童年時期就必須面對母親自殺帶來的傷痛和爛賭成性的父親。他的父親Wolfgang（由Jürgen Haug飾演）為了賭博而搶劫油站。CHristian認為如果父親因此坐牢，將會難以承受，因此他為父親頂了罪名，並因此獲刑。他的父親在其在監獄服刑期間去世，而他只能帶著手銬參加父親的葬禮。父親的去世讓Chrisitian十分悲痛。為了開展新的生活，他與哥哥一同前往德國的Düsseldorf。
Nico von Lahnstein（由Verena Zimmermann扮演）和Coco Faber（由Mariangela Scelsi扮演）一天在汽車上遇到Christian，並同時愛上了他。Christian不知道Coco對他的感覺，而與Nico開始了戀愛。Coco為此十分難受。後來Chrisitian再次無辜因為被控訴襲擊Nico的上司而獲刑入獄之後，Nico請求Coco幫她，因為她無法面對這種處境。因此Coco每天給獄中的Christian寫情書，而Christian則一直以為是Nico。
等到Christian刑滿釋放後發現原來不是Nico而是Coco在他服刑期間一直寫信支持他，Coco也無法再隱藏自己對Christian的感情，雖然她認為他愛的是Nico，但是還是告訴了他真相。但此時Christian對Coco也產生的感情並親吻了Coco。當Nico發現之後，她提出與Christian分手，把他讓給Coco。從此Christian和Coco開始了他們的新戀情。
後來，Charlie（由Gabriele Metzger飾演）和Lars的侄子Oliver Sabel（由Jo Weil飾演）經歷幾年的船員生活後回來，Coco和Christian成為了他的新交的好朋友。此外還有Oliver的堂妹Olivia以及好友Andi。Olivia在『藍冰』俱樂部引發一場火災之後，Oliver搬進了Christian和Coco以及Lars所在的公寓的其中一個房間。Christian和Oliver開始成為一起健身的朋友。但是這種關係隨著Oliver是雙性戀的身份被發現而破裂（當時Lisa Brandner也對Oliver有好感）。Coco和Grego批評其對Oliver如此不容忍的態度，而最終Christian向Oliver道歉。當Christian發現Coco把他在監獄期間的事情告訴Oliver之後，Christian和Coco大吵了一頓。而之後，Oliver在安慰Coco的時候與她親吻，但是他們決定把這件事情當作他們之間的秘密，不告訴Christian。Christian和Coco重歸於好，而他提議和她找個週末一起去鄉村的小屋度假，但Coco反倒建議叫上Oliver一起去。Sarah和Gregor也因為要一起分擔費用受到邀請。Coco此時對於她和Oliver之間的親吻十分難忘，並將此事告訴了Sarah。她承認她開始愛上Oliver了。而Oliver卻開始對Christian產生好感。當他們晚上坐在火堆旁邊聊天，Christian揭露了自己感性的一面。Christian說他跟他父親在類似這樣的旅行中關係最好，他提到他為了他父親入獄之後的孤獨，為此他放棄了自己上體育學校的夢想，以及他無法在與父親最後一次見面的時候告訴他自己有多愛他。他對Oliver說到，『我想知道我對某些人來說是否重要』，這句話讓Oliver對他產生了愛戀。此後，Christian感到自己與Oliver之間的關係也更加親密友好了。
度假回來之後，Oliver開始擔心如果Christian發現但是親吻Coco的是他，會破毀掉他和Chrisitian之間的新的友誼。但實際上，Chrisitian卻在無意中聽到Coco和Sarah談論關於與其他男人親吻的事情。剛開始，她敷衍說只是在某個派對上親吻的某個陌生的男人，而Chrisitian為此來找Oliver詢問時，Oliver也裝作對此毫不知情。後來，Oliver的表妹Olivia設計讓Coco在Christian面前承認她親吻的就是Oliver。此時，Christian對於Oliver假裝同志實際上卻勾引自己女朋友的事情十分憤怒。之後Oliver來到拳擊室當面與Christian解釋，他對Coco毫無感覺。Christian要求Oliver拿出證據證明他說的是事實。情急之下，Oliver深深地強吻了Christian。對此感到極其憤怒的Christian一把把Oliver推開。對此，Oliver得知自己與Christian之間的友誼宣告結束。而Christian對於這個意外之吻的疑惑，也讓他為了驗證自己的性取向而與前來搏擊室的Christian在浴室內親熱起來。
雖然Christian努力勸解自己Oliver與自己的那個親吻讓自己噁心，但是卻又無法忘記他們親吻的那個瞬間。他甚至夢見自己主動去親吻Oliver。對此，Christian感到十分苦惱。